# Teosofie

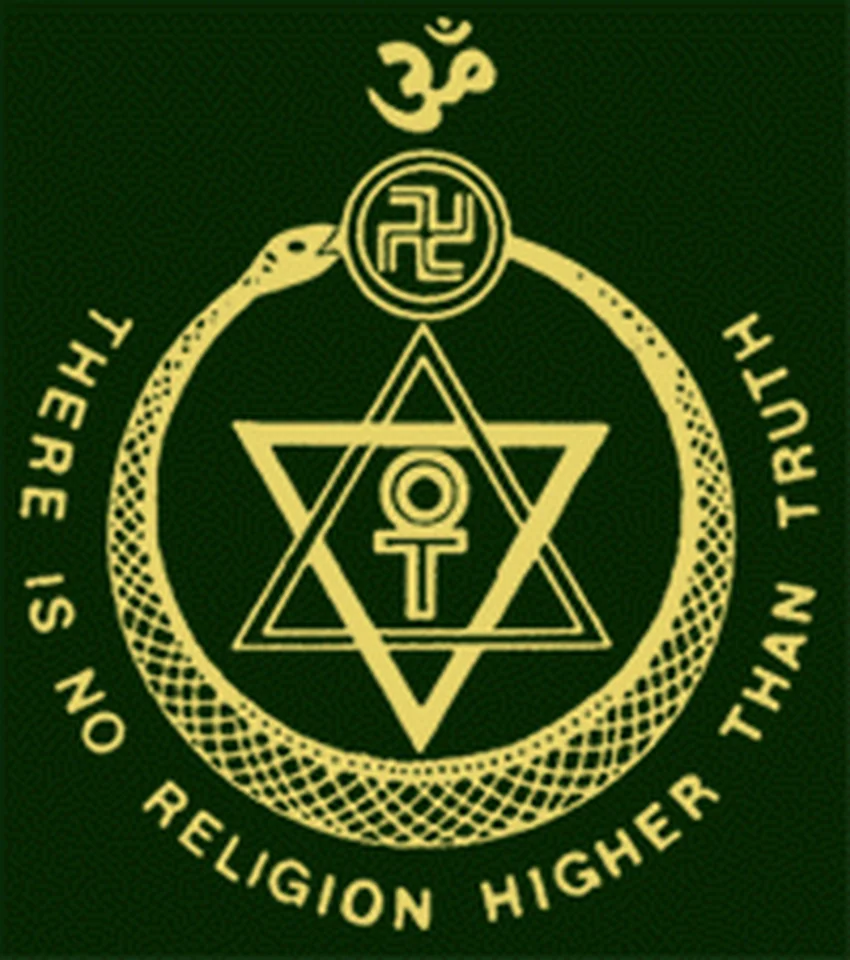
Simbolul Societății internaționale teosofice

Teosofia (Teozofia) este doctrina care declară înțelepciunea divină un obiect al cunoașterii umane. Ideea poate fi regăsită și în Cabala.
Termenul teosofie (teos = Dumnezeu; sofia = înțelepciune) indică diferite doctrine mistico-filosofice ce s-au succedat din punct de vedere istoric.
Etimologic, teosofie înseamnă cunoștința lucrurilor divine. În esență, este o doctrină filosofică și religioasă, conform căreia cunoașterea lui Dumnezeu este revelată din natură iar omul, luminat de Dumnezeu, se transformă și tinde a se uni cu divinitatea. Teosofiile antice și cele actuale nu pun accentul pe credință sau pe raționamente, ci pe imaginație și sentimente. Ele afirmă că misiunea omului este să aibă intuiția divinității, susțin reîncarnarea sufletului, propun tehnici de meditație, propovăduiesc datoria jertfirii de sine cu renunțarea la bunurile pământești. 
În filosofia neoplatonică, teosofia presupunea cunoașterea divină la care omul poate accede doar prin intermediul unei experiențe mistice. Mulți oameni cred ca teosofia modernă este, în mod tradițional, mai aproape de filosofia budistă; dar, în general, teozofia este de acord cu toate doctrinele, cu creștinismul precum și ateismul.
Conform Mariei Carlson, teosofia este o „religie pozitivistă” „oferind o teologie aparent logică bazată pe pseudoștiință”.
Teozofia, împreună cu sora sa continentală, Antroposofia... sunt gnosticism pur îmbrăcat în straie hinduse...— C.G. Jung

## Societatea Teosofică
La 7 septembrie 1875 (data oficială: 17 noiembrie același an), Elena Blavatschi întemeiază Societatea Teosofică, împreună cu colonelul Henry Steel Olcott, ca președinte, și avocatul irlandez William Quan Judge, ca secretar. Deși ea este principala animatoare a societății, în acte este trecută ca simplu secretar corespondent.
Societatea Teosofică este organizată în vederea îndeplinirii a trei scopuri principale:
- dezvoltarea sentimentelor de toleranță reciprocă și de bunăvoință între popoarele de diferite rase și religii.
- încurajarea studiului filosofiei, religiilor și științelor celor vechi, în special ale Arienilor
- cercetări privind natura superioară a omului și puterile sale latente.
În 1879, Blavatski și Olcott au plecat în India și au stabilit sediul acesteia la Adyar. Societatea a prosperat, iar Blavatski a fost editorul revistei The Theosophist.
Un membru al comitetului de conducere, Charles Webster Leadbeater⁠(en)[traduceți], i-a învățat pe tinerii discipoli să se masturbeze pentru a scăpa de gânduri sexuale obsesive, ceea ce a declanșat un scandal.
Pe vremea lui Rudolf Steiner, reputația d-nei Blavatschi era de „șarlatan notoriu”.
În mod ironic, taman faptul că a plagiat a asigurat succesul cărților sale. Ea a ambalat în termeni adesea pseudoștiințifici și pseudoistorici idei religioase mai vechi.
Cunoașterea pe care ea o avea asupra subiectelor pe care le discuta în cărți (religii orientale și chestiuni științifice) era extrem de superficială.
Henry Steel Olcott⁠(en)[traduceți] și doi frați englezi au funcționat drept „negri” pentru cărțile ei.
Din păcate, baza faptică pentru cartea lui Blavatsky este inexistentă. Ea a susținut că a primit informațiile în timpul transelor în care Maeștrii lui Mahatma din Tibet au comunicat cu ea și i-au permis să citească din vechea Carte a lui Dzyan. Se presupune că această Carte a lui Dzyan a fost compusă în Atlantida folosind limba pierdută Senzar, dar dificultatea este că niciun savant al limbilor antice în anii 1880 sau de atunci încoace nu a întâlnit nici cea mai mică referire trecătoare la Cartea lui Dzyan sau limba Senzar.— Fritze 2009, pp. 43–44.
Teosofia ca mișcare și doctrină ezoterică de secol al XIX-lea, constă într-un sistem sincretist de elemente creștine, orientale, filosofice, spiritiste, ce afirmă posibilitatea unui contact direct cu divinitatea, susținând totodată metempshihoza sau transmigrația sufletelor. Potrivit invățăturilor teosofice, toate religiile pot ajuta omenirea în vederea atingerii perfecțiunii, deoarece fiecare religie deține doar o parte din adevăr. 
Apariția teosofiei în timpul secolului al XIX-lea, este legată de faptul că oamenii de știință au accentuat procesul studierii și traducerii textelor religioase indiene, care au devenit astfel diponibile în Apus, răspândindu-se mai ales în anumite cercuri interesate de filosofie. Teosofia a fost prima mișcare religioasă ce a făcut ca religiile asiatice, în particular hinduismul și budismul, să devină accesibile în Occident.
Teosofia este prezentă și în România, centre teosofice mai însemnate fiind la București (cu Zoe Palade, Maria Sachelarie, Mircea Nenițescu etc.), Craiova, Timișoara ș.a.